# Métacognition dans la politique de formation d’adulte
 (décembre 2021).
La mise en forme du texte ne suit pas les recommandations de Wikipédia : il faut le « wikifier ».
Les points d'amélioration suivants sont les cas les plus fréquents :
- Les titres sont pré-formatés par le logiciel. Ils ne sont ni en capitales, ni en gras.
- Le texte ne doit pas être écrit en capitales (les noms de famille non plus), ni en gras, ni en italique, ni en « petit »…
- Le gras n'est utilisé que pour surligner le titre de l'article dans l'introduction, une seule fois.
- L'italique est rarement utilisé : mots en langue étrangère, titres d'œuvres, noms de bateaux, etc.
- Les citations ne sont pas en italique mais en corps de texte normal. Elles sont entourées par des guillemets français : « et ».
- Les listes à puces sont à éviter, des paragraphes rédigés étant largement préférés. Les tableaux sont à réserver à la présentation de données structurées (résultats, etc.).
- Les appels de note de bas de page (petits chiffres en exposant, introduits par l'outil «  Source ») sont à placer entre la fin de phrase et le point final[comme ça].
- Les liens internes (vers d'autres articles de Wikipédia) sont à choisir avec parcimonie. Créez des liens vers des articles approfondissant le sujet. Les termes génériques sans rapport avec le sujet sont à éviter, ainsi que les répétitions de liens vers un même terme.
- Les liens externes sont à placer uniquement dans une section « Liens externes », à la fin de l'article. Ces liens sont à choisir avec parcimonie suivant les règles définies. Si un lien sert de source à l'article, son insertion dans le texte est à faire par les notes de bas de page.
- La présentation des références doit suivre les conventions bibliographiques. Il est recommandé d'utiliser les modèles {{Ouvrage}}, {{Chapitre}}, {{Article}}, {{Lien web}} et/ou {{Bibliographie}}. Le mode d'édition visuel peut mettre en forme automatiquement les références.
- Insérer une infobox (cadre d'informations à droite) n'est pas obligatoire pour parachever la mise en page.

Pour une aide détaillée, merci de consulter Aide:Wikification.
Si vous pensez que ces points ont été résolus, vous pouvez retirer ce bandeau et améliorer la mise en forme d'un autre article.
La métacognition se définit comme étant l’ensemble des processus, des pratiques et des connaissances permettant à chaque individu de contrôler et d’évaluer ses propres activités cognitives, c’est-à-dire de les réguler, d’après Joëlle Proust.
À la différence de la métacognition, la politique de formation c’est l’ensemble des moyens et des stratégies mise en œuvre par rapport à un besoin dans le cadre d’une formation.

## État de l’art
Les différentes dimensions évoquées ci-dessus ont été largement abordées dans les articles. En ce qui concerne la partie sur les liens entre la politique de formation et la métacognition, notamment dans sa dimension impact sur la métacognition est très peu abordée.  L’absence et/ou insuffisance de cette partie, politique de formation en lien avec la métacognition est d’une part, l’une des raisons qui m’ai poussé à m’orienter sur cette question. D'autre part la question relative à l’ingénierie et au dispositif m’importe plus particulièrement, car elle fait écho à mon projet professionnel.
En quoi la politique de formation à travers l’ingénierie pédagogique peut-elle influencer la métacognition ?

## L’influence de l’ingénierie pédagogique dans le développement métacognitif
Selon Knowles, « the father of andragogy », comme on l’appelle aux États-Unis, l’andragogie ce n’est pas seulement l’apprentissage des adultes, mais c’est également de l’éducation permanente à travers des institutions fortes.  
Cette définition montre clairement que l’andragogie c’est l’apprentissage des adultes mais aussi l’ensemble des dispositifs qui concourent à cet apprentissage en occurrence (matériels, le savoir, le budget et la motivation). En effet, la prise en compte de la politique de formation dans le cadre de l’apprentissage des adultes est impérative dans la mesure où, elle est composée d’ingénierie de formation et pédagogique qui sont indispensables pour toute formation (initiale et continue confondues).
Cependant la question de savoir si la politique de formation pourrait influencer la métacognition, relève d’une pléthore de paramètre. Mais dans le cas présent, j’ai choisi d’évoquer le/les influence(s) de la politique de formation à travers l’ingénierie pédagogique sur la métacognition.
Selon Ruth kaiser et Arnim Kaiser, il y’a très peu d’étude qui intégré les aspects importants des liens entre la politique de formation en termes d’ingénierie de formation et la métacognition. Les études intègrent rarement les adultes dans la population étudiée, elles concentrent très rarement à la mise en œuvre d’approche à l’orientation cognitive dans un champ didactique.
En effet, en se référant sur les arguments de Ruth et Arnim Kaiser, on peut déduire que la non prise en compte des adultes notamment en termes d’élément centrale dans l’apprentissage pourrait entraver un développement métacognitif.  L’adulte à la différence de l’enfant dispose déjà des connaissances de bases, le sens d’orientation et de l’autonomie, mais également d’une certaine compétence qui font qu’il est important et même nécessaire de l’intégrer dans le cadre du développement de la réflexion et de la réussite de la formation. Une formation pour adulte doit être construite afin que la connaissance soit acquise à la base d’une remise en cause de son propre activité mentale. Cela nécessite d’une part, la prise en compte de l’adulte du début de la formation à travers tout ce qui est planification jusqu’à la fin qui, correspond à l’objectif de la formation. D’autre part, elle soulève une question qui fait allusion à la posture du formateur durant la formation, qui peut aussi favoriser ou entraver le développement métacognitif.      

## L’ingénierie pédagogique en termes d’impact sur la métacognition à travers l’aspect psychopédagogique
Selon Philippe Carré l’analyse de certaines dimensions complémentaires de « l’auto-direction en formation » qu’il juge essentielle : une dimension conative (volonté/proactivité), la dynamise par « l’action intentionnelle » de l’individu apprenant et une dimension cognitive (capacité/métacognition) permettant à ce même individu d’exercer un contrôle sur sa propre démarche d’apprentissage.
Cette analyse de Philippe Carré fait échos à la partie ingénierie de formation mais également à l’ingénierie pédagogique. À cet effet la question de l’auto-direction et de l’auto-régulation est impérative pour le développement métacognitif chez l’adulte en formation. Elle doit également être mise en valeur dans le cadre de la formulation des objectifs pédagogique. Cela stipule que dans les objectifs pédagogiques, une place importante doit être accordée aux aspects auto-régulation et auto-direction, qui à leurs tours permettront de susciter la conation chez l’adulte en formation.